# Naprężenia szczątkowe
Naprężenie szczątkowe (inaczej resztkowe, rezydualne lub własne) to takie, które pozostaje w materiale po obróbce lub użyciu. Może być ono szkodliwe, ponieważ może zmniejszyć tolerancję materiału na zewnętrzną siłę. Często jest to obciążenie, które musi wytrzymać konstrukcja. Natomiast w kontekście łożysk tocznych naprężenia mogą być korzystne, jeżeli są to naprężenia ściskające i zlokalizowane na powierzchni w taki sposób, aby skompensować obciążenia stykowe.

## Podział naprężeń szczątkowych
Naprężenia szczątkowe są klasyfikowane zgodnie ze skalą, w której się równoważą. 
- Naprężenia dalekiego zasięgu (typ I) równoważą się w wymiarach makroskopowych.
- Naprężenie szczątkowe typu II równoważy się w wielu wymiarach ziarna.
- Naprężenie szczątkowe typu III, równowaga w ziarnie[1][2]

## Techniki pomiarowe
Istnieje wiele technik pomiaru naprężeń szczątkowych, które są ogólnie podzielone na techniki niszczące, częściowo niszczące i nieniszczące. Wybór techniki zależy od wymaganych informacji i charakteru próbki pomiarowej. Czynniki obejmują głębokość penetracji pomiaru (powierzchnia lub grubość przelotowa), skalę długości do pomiaru (makroskopowa, mezoskopowa lub mikroskopowa), rozdzielczość wymaganych informacji, a także geometrię składu i położenie próbki. Ponadto niektóre techniki muszą być wykonywane w specjalistycznych pomieszczeniach laboratoryjnych, co oznacza, że wykonanie pomiarów w terenie nie są możliwe w przypadku wszystkich technik.

### Techniki niszczące
Techniki niszczące powodują duże i nieodwracalne zmiany strukturalne w próbce, co oznacza, że badanego obiektu nie można przywrócić do użytku. Techniki te działają na zasadzie „uwalniania naprężeń”. Próbka pomiarowa jest cięta w celu rozluźnienia naprężeń szczątkowych, a następnie poddana pomiarowi odkształconego kształtu. Ponieważ odkształcenia te są zwykle elastyczne, istnieje dająca się wykorzystać liniowa zależność między wielkością odkształcenia a wielkością uwolnionego naprężenia szczątkowego. Techniki destrukcyjne obejmują:
- Metoda konturu[4] - mierzy naprężenie szczątkowe na przekroju płaskim 2D przez próbkę, w kierunku jednoosiowym, prostopadłym do powierzchni przeciętej przez próbkę za pomocą elektrodrążarki drutowej.
- Cięcie (podatność na pękanie)[4] - mierzy naprężenie szczątkowe na całej grubości próbki, przy normalnej do przecięcia "szczelinie".
- Usuwanie / dzielenie / nakładanie bloków[5]
- Sachs 'Boring[6]

### Techniki częściowo niszczące
Podobnie jak techniki niszczące, te również działają na zasadzie „uwalniania naprężeń”. Jednak usuwają tylko niewielką ilość materiału, pozostawiając nienaruszoną ogólną integralność konstrukcji. Obejmują one:
- Wiercenie głębokich otworów[7] - mierzy naprężenia szczątkowe na grubości elementu poprzez rozluźnienie naprężeń w „rdzeniu” otaczającym wywiercony otwór o małej średnicy.
- Wiercenie otworów środkowych[8] - mierzy przypowierzchniowe naprężenia szczątkowe poprzez zwolnienie naprężenia odpowiadające niewielkiemu płytkiemu wywierconemu otworowi z rozetą tensometryczną. Wiercenie środkowego otworu jest odpowiednie do głębokości 4 mm. Alternatywnie można zastosować wiercenie otworów nieprzelotowych do cienkich części. Wiercenie otworów centralnych można również wykonać w terenie w celu przetestowania na miejscu.
- Rdzeń pierścieniowy[6] - podobny do wiercenia centralnego, ale z większą penetracją i wycinaniem wokół rozety tensometrycznej, a nie przez jej środek.

### Techniki nieniszczące
Techniki nieniszczące mierzą wpływ zależności między naprężeniami szczątkowymi a ich działaniem na właściwości krystalograficzne mierzonego materiału. Niektóre z nich polegają na pomiarze dyfrakcji promieniowania elektromagnetycznego o wysokiej częstotliwości w przestrzeni sieci atomowej (która została zdeformowana z powodu naprężenia) względem próbki wolnej od naprężeń. Techniki ultradźwiękowe i magnetyczne wykorzystują właściwości akustyczne i ferromagnetyczne materiałów do wykonywania względnych pomiarów naprężeń szczątkowych. Techniki nieniszczące obejmują:
- Elektromagnetyczny zwany również e-stresem - może być stosowany z próbkami o szerokim zakresie wymiarów i materiałów, z dokładnością porównywalną z dyfrakcją neutronów. Dostępne są systemy przenośne, takie jak system eStress, który można wykorzystać do pomiarów na miejscu lub zainstalować na stałe w celu ciągłego monitorowania. Szybkość pomiaru wynosi 1-10 sekund na lokalizację.
- Dyfrakcja neutronów - sprawdzona technika, która może mierzyć grubość, ale która wymaga źródła neutronów (jak reaktor jądrowy).
- Dyfrakcja synchrotronowa - wymaga synchrotronu, ale dostarcza podobnie użytecznych danych jak metody eStresu i dyfrakcji neutronów.
- Dyfrakcja rentgenowska - technika ograniczonej powierzchni z penetracją zaledwie kilkuset mikronów.
- Ultradźwięki
- Magnetyczny - może być używany z bardzo ograniczonymi wymiarami próbki.